# Brouhire d'Emael
De Brouhire d'Emael is een natuurgebied ten westen van Emael. Het gebied meet 3 ha en wordt beheerd door Natagora.
De naam is afkomstig van bruyère callune, wat struikheide betekent.
Eeuwenlang was hier een landbouwgebied, maar in de jaren '70 van de 20e eeuw kwam daar een einde aan en trad spontane bebossing op. In 2002 werd het tot beschermd gebied verklaard.
Het gebied is een helling met aan de top zure heidegronden, terwijl de helling kalkrijke bodems laat zien. De overgangszone hiertussen vertoont een rijkdom aan zeldzame plantensoorten. Naast de bossen zijn er ook kalkgraslanden.
Het gebied sluit aan bij de Tiendeberg in Vlaanderen.